# Comuna Morînți, Korsun-Șevcenkivskîi
Morînți (în ucraineană Моринці) este o comună în raionul Korsun-Șevcenkivskîi, regiunea Cerkasî, Ucraina, formată din satele Morînți (reședința) și Sîtnîkî.

## Demografie
Componența lingvistică a comunei Morînți
     Ucraineană (97,2%)
     Rusă (2,52%)
Conform recensământului din 2001, majoritatea populației comunei Morînți era vorbitoare de ucraineană (97,2%), existând în minoritate și vorbitori de rusă (2,52%).